# Ken McKenzie Trophy
Ken McKenzie Trophy byla trofej každoročně udělovaná nejlepšímu rozenému americkému nováčkovi působícímu v IHL. Trofej byla pojmenována po Kenu McKenziem, spoluzakladateli a dlouholetém prezidentovi a vydavateli magazínu The Hockey News.

## Vítěz
| Ken McKenzie Trophy | Ken McKenzie Trophy | Ken McKenzie Trophy     |
| Sezóna              | Hráč                | Tým                     |
| ------------------- | ------------------- | ----------------------- |
| 1977-78             | Mike Eruzione       | Toledo Goaldiggers      |
| 1978-79             | Jon Fontas          | Saginaw Gears           |
| 1979-80             | Bob Janecyk         | Fort Wayne Komets       |
| 1980-81             | Mike Labianca       | Toledo Goaldiggers      |
| 1980-81             | Steve Janaszak      | Fort Wayne Komets       |
| 1981-82             | Steve Salvucci      | Saginaw Gears           |
| 1982-83             | Paul Fenton         | Peoria Prancers         |
| 1983-84             | Mike Krensing       | Muskegon Mohawks        |
| 1984-85             | Bill Schafhauser    | Kalamazoo Wings         |
| 1985-86             | Brian Noonan        | Saginaw Generals        |
| 1986-87             | Ray LeBlanc         | Flint Spirits           |
| 1987-88             | Dan Woodley         | Flint Spirits           |
| 1988-89             | Paul Ranheim        | Salt Lake Golden Eagles |
| 1989-90             | Tim Sweeney         | Salt Lake Golden Eagles |
| 1990-91             | C J Young           | Salt Lake Golden Eagles |
| 1991-92             | Kevin Wortman       | Salt Lake Golden Eagles |
| 1992-93             | Mark Beaufait       | Kansas City Blades      |
| 1993-94             | Chris Rogles        | Indianapolis Ice        |
| 1994-95             | Chris Marinucci     | Denver Grizzlies        |
| 1995-96             | Brett Lievers       | Utah Grizzlies          |
| 1996-97             | Brian Felsner       | Orlando Solar Bears     |
| 1997-98             | Eric Nickulas       | Orlando Solar Bears     |
| 1998-99             | Mark Mowers         | Milwaukee Admirals      |
| 1999-00             | Andrew Berenzweig   | Milwaukee Admirals      |
| 2000-01             | Brian Pothier       | Orlando Solar Bears     |